# Berlandina obscurata
Berlandina obscurata är en spindelart som beskrevs av Lodovico di Caporiacco 1947. Berlandina obscurata ingår i släktet Berlandina och familjen plattbuksspindlar. Inga underarter finns listade.